# Albert Dorca
Albert Dorca Masó (ur. 23 grudnia 1982 w Olocie) – hiszpański piłkarz występujący na pozycji pomocnika w AD Alcorcón.